# Aspidogyne metallescens
Aspidogyne metallescens es una orquídea terrestre originaria de los trópicos de Sudamérica.

## Descripción
Es una orquídea de tamaño pequeño, que prefiere un clima fresco con hábito creciente terrestre con un tallo erecto, frondoso que lleva hojas elípticas, agudas, juntándose las hojas basalmente. Florece en una inflorescencia erecta terminal, de 15 a 20 cm de largo, con varias flores con 3 brácteas florales espaciadas, lanceoladas, agudas.

## Distribución y hábitat
Se encuentra en el estado de Minas Gerais de Brasil en el Cerrado.

## Taxonomía
Aspidogyne metallescens fue descrita por (Barb.Rodr.) Garay y publicado en Bradea, Boletim do Herbarium Bradeanum 2: 204. 1977.
Etimología
Aspidogyne: nombre genérico que viene del griego aspis, "escudo", y gyne, "hueco", con referencia a los grandes márgenes de curvas de sus flores, que se asemejan a un escudo.
metallescens: epíteto latino que significa "de brillante metal".
Sinonimia
- Erythrodes metallescens (Barb.Rodr.) Ames
- Physurus metallescens Barb.Rodr.[5][6]